# Maurice-Henri Dumontier
Maurice-Henri Dumontier, francoski general, * 1882, † 1970.